# Ochrona czynna

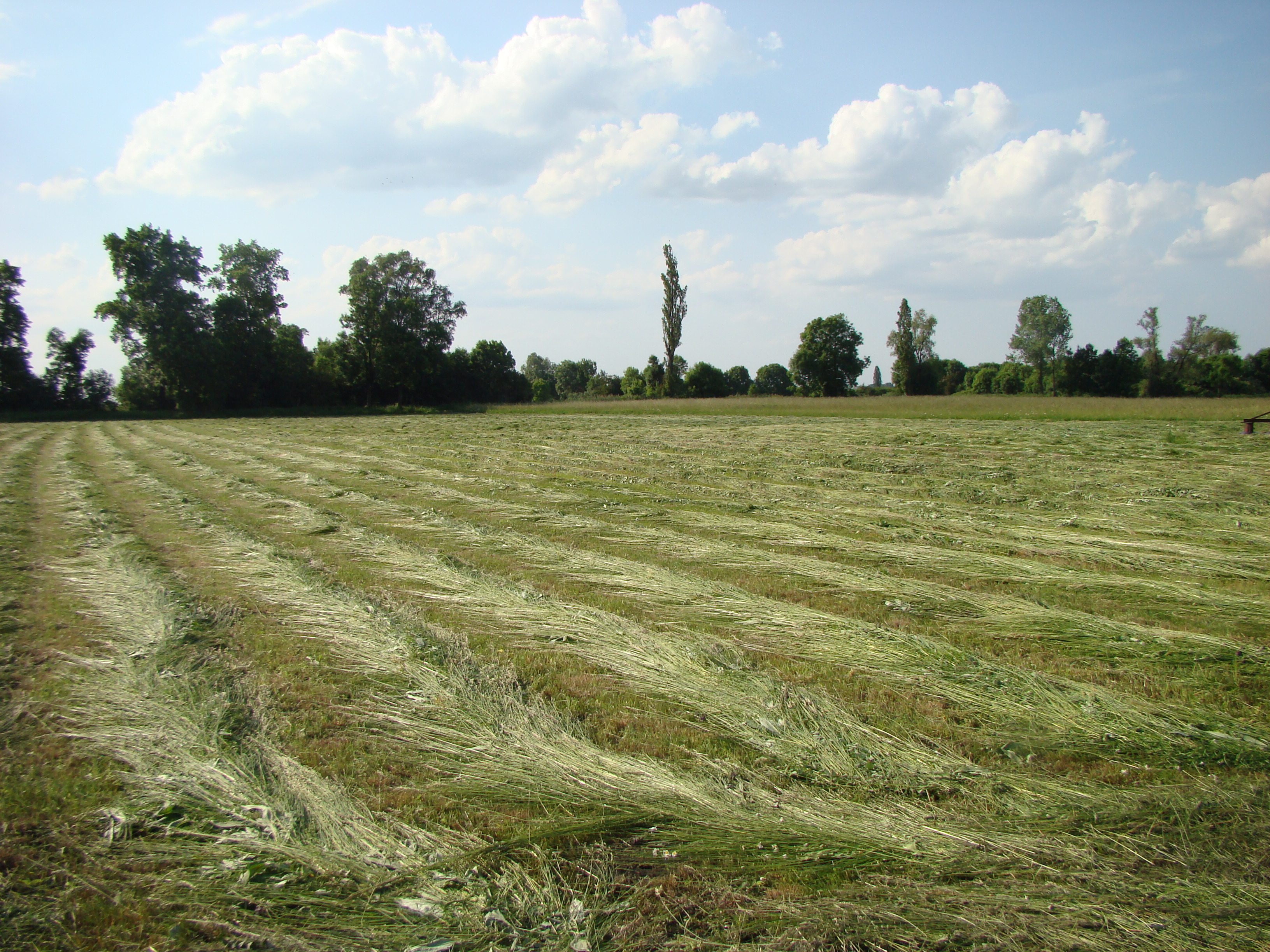
Koszenie łąk może być jednym z zabiegów ochrony czynnej

Ochrona czynna – sposób ochrony przyrody stosowany na całości lub części rezerwatu przyrody lub parku narodowego, dopuszczający wykonywanie w razie potrzeby zabiegów ochronnych, ingerujących w naturalne procesy. 
Ochrona czynna zazwyczaj ma na celu utrzymanie stanu środowiska takiego, jaki był w momencie obejmowania terenu ochroną albo uzyskanie określonego przez plan ochrony stanu przyrody. Może wymagać działań konserwatorskich stałych lub okresowych, ale zawsze stosowana jest tylko gdy wymaga tego sytuacja. Przykładowo, jeśli rezerwat powstał dla ochrony jakiejś rośliny, a na terenie jej występowania pojawiły się pospolite, ekspansywne rośliny uniemożliwiające jej rozwój i zmniejszające jej populację, owych przybyszów można usuwać. Takie działania muszą mieć naukowe uzasadnienie – na terenie poddanym ochronie czynnej nie należy wykonywać żadnych działań bez wyraźnej potrzeby.
W rezerwatach i parkach narodowych stosuje się następujące rodzaje ochrony czynnej:
- stabilizacja - utrzymanie istniejących warunków,
- renaturyzacja – przywrócenie warunków wcześniejszych,
- kreacja – przebudowa istniejących warunków,
- eksperyment – działania wymagane do rozwiązania naukowych problemów.

Jeżeli nie ma potrzeby wykonywania zabiegów ochronnych, a naturalne procesy prowadzą do osiągnięcia celów ochrony (np. naturalna dynamika lasu) to ochrona czynna polega tylko na umożliwieniu niezakłóconego przebiegu tych naturalnych procesów, co niekiedy nazywa się ochroną zachowawczą lub ochroną czynną zerową. Wówczas ochrona czynna jest zbliżona do ochrony ścisłej, jednak z zastrzeżeniem możliwości podjęcia ingerencji, gdyby taka potrzeba zaistniała w przyszłości. 
Do działań z zakresu ochrony czynnej należy także restytucja gatunków zwierząt i roślin.